# Беккер, Павел Анатольевич
Па́вел Анато́льевич Бе́ккер (род. 28 июня 1975, Одесса) — украинский спортсмен, мастер спорта по стрельбе из лука. Чемпион Европы 2006 года по стрельбе из лука. Участник национальной сборной Украины.

## Спортивные достижения
- чемпион Европы (2006)
- 4-е место на чемпионате Европы в командном зачёте (2002)
- 8-е на чемпионате мира в командном зачёте (2003)
- чемпион Украины в личном зачёте (2005)
- серебряный призёр чемпионата Украины (2003)
- бронзовый призёр чемпионата Украины (1994, 2000, 2004)